# Carausius lobulatipes
Carausius lobulatipes är en insektsart som beskrevs av C. Pantel 1917. Carausius lobulatipes ingår i släktet Carausius och familjen Phasmatidae. Inga underarter finns listade.